# Beinn Shleibhe

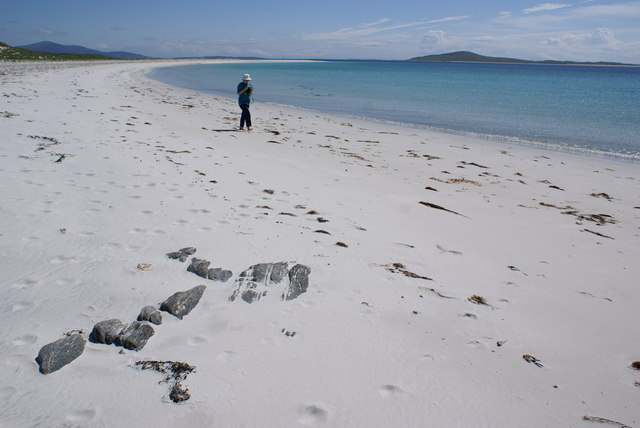
Blick von der Nachbarinsel Pabbay auf den Beinn Shleibhe im Südosten

Beinn Shleibhe (englisch: Moor Hill) ist ein  Hügel auf der schottischen Hebrideninsel Berneray und mit einer Höhe von etwa 93 m deren  höchster Punkt. Der Hügel liegt im Nordosten der Insel etwa 1,2 km nördlich der Siedlung Rushgarry und 250 m  vor der Nordküste. Loch Bhrusda, das bedeutendste natürliche Süßwasserreservoir der Insel und der zweithöchste Hügel Borve Hill, sind etwa 800 m südwestlich gelegen. Beinn Shleibhe fällt nach Osten flach zu dem Hügel Beinn Ghainche hin ab. Seine Hänge sind großflächig mit Gras bewachsen.